# Karl Weiler (Mediziner)
Karl Weiler (* 6. Februar 1878 in Köln; † 23. Februar 1973 in München) war ein deutscher Arzt.
Er war von 1947 bis 1955 Präsident der Bayerischen Landesärztekammer. Von Dezember 1947 bis Dezember 1955 war er Mitglied des Bayerischen Senats.

## Ehrungen
- 1953: Verdienstkreuz (Steckkreuz) der Bundesrepublik Deutschland
- Bayerischer Verdienstorden